# Rétrocognition (parapsychologie)
La rétrocognition ou encore postcognition est un terme du vocabulaire de la parapsychologie désignant une perception extra-sensorielle relative à la capacité supposée de voir des évènements du passé. Le contraire de la rétrocognition  est la précognition.

## Rétrocognition en parapsychologie

### Origine du mot et définition
Ce terme est attribué à Frederic William Henry Myers. La rétrocognition est la capacité supposée d'une personne à obtenir des informations sur des événements passés par des voies qui ne sont ni sensorielles ni psychiques normales.